# Ange e Gabrielle - Amore a sorpresa
Ange e Gabrielle - Amore a sorpresa (Ange et Gabrielle) è un film del 2015 diretto da Anne Giafferi.
Una storia d'amore tra due ragazzi finisce inaspettatamente per far scoccare la scintilla anche tra i rispettivi genitori.

## Trama
Ange è un architetto di successo, da sempre single e gaudente. Un giorno gli piomba nello studio Gabrielle, una farmacista, che afferma che la figlia Claire è incinta di un certo Simon, che sarebbe suo figlio.
Dopo aver mal sopportato la sfuriata di Gabrielle, Ange chiama al numero che gli è stato dato e prende un appuntamento con Simon. Questi è effettivamente suo figlio, nato da una relazione fugace con una donna con la quale Ange strinse un patto in base al quale lui sarebbe rimasto distante da entrambi. Simon, che comprensibilmente ha sempre odiato il padre per la sua assenza, trova solo conferme negative dall'incontro faccia a faccia. Prima di andarsene però rivela al padre che la sua compagna Claire ha interrotto deliberatamente l'assunzione della pillola anticoncezionale e dunque la responsabilità di questa gravidanza va attribuita principalmente a lei. Con questa informazione Ange torna battagliero da Gabrielle per rivalersi sulla donna che, in effetti, ignorava questa circostanza.
Dopo queste accese schermaglie Ange è irresistibilmente attratto da Gabrielle. I due escono insieme e si baciano ma poi lei, attratta ma prudente, lo tiene a distanza. Intanto tra i due giovani è rottura, così che Claire partorisce Louise senza l'assistenza del compagno, che anzi verrà a sapere di essere diventato padre, accidentalmente, dal nonno.
Claire, per prendersi una pausa e vincere lo stress, lascia la piccola bambina alla nonna e parte per un viaggio. Gabrielle per poterla inseguire e farla tornare alla ragione, consegna la bambina ad Ange, dopo il rifiuto di Simon. In realtà padre e figlio si divideranno per una notte la cura della piccola Louise, allacciando un rapporto mai nato prima. E il giorno seguente, tornata Claire con la mamma, si riforma la coppia dei due giovani.
Anche Ange e Gabrielle prendono a frequentarsi regolarmente e formano una coppia. Gabrielle resterà incinta e in seguito sposerà Ange che avrà finalmente messo la testa a posto.